# Acanthodiaptomus
Acanthodiaptomus é um género de Diaptomidae.
O género foi descrito em 1932 por Friedrich Kiefer.
Tem distribuição cosmopolita, estando espalhado pelo globo.
Espécies:
- Acanthodiaptomus denticornis (Wierzejski, 1887)[1]
- Acanthodiaptomus pacificus (Burckhardt, 1913)[1]
- Acanthodiaptomus tibetanus (Daday, 1907)[1]